# Suplemento dietético
Los suplementos dietéticos (llamados también «suplementos nutricionales», «complementos nutricionales» o «suplementos alimenticios») son productos que contienen un «ingrediente alimenticio» destinado a complementar la alimentación. No se presentan como sustituto de un alimento convencional, ni como componente único de una comida o de la dieta alimenticia.

## Características principales
Según estableció una ley aprobada por el Congreso de los Estados Unidos en 1994, son aquellos productos que:
- Se consumen por vía oral.
- Contienen un «ingrediente alimenticio» destinado a complementar la alimentación. Algunos ejemplos de suplementos dietéticos son las vitaminas, los minerales, las hierbas (una sola hierba o una mezcla de varias), otros productos vegetales, aminoácidos y componentes de los alimentos como las enzimas y los extractos glandulares.
- Vienen en diferentes presentaciones, como comprimidos, cápsulas, cápsulas de gelatina, líquidos y polvos.
- No se presentan como sustituto de un alimento convencional, ni como componente único de una comida o de la dieta alimenticia.
- Se identifican como suplementos dietéticos en la etiqueta.
- Los suplementos dietéticos se venden en tiendas de comestibles, tiendas de productos dietéticos, y en farmacias.

## Motivos de su ingesta
En 2002, se publicó un estudio científico en los Estados Unidos para saber por qué se toman suplementos dietéticos (en las categorías de vitaminas/minerales y hierbas medicinales/suplementos naturales) y dieron sus razones para hacerlo:
| Suplementos: ¿por qué tomarlos?                     | Suplementos: ¿por qué tomarlos? | Suplementos: ¿por qué tomarlos? | Suplementos: ¿por qué tomarlos? |
| Vitaminas/minerales                                 | % de respuestas                 | Hierbas medicinales/suplementos | % de respuestas                 |
| --------------------------------------------------- | ------------------------------- | ------------------------------- | ------------------------------- |
| Bueno para la salud                                 | 35                              | Bueno para la salud             | 16                              |
| Suplemento dietético                                | 11                              | Artritis                        | 7                               |
| Vitamina/suplemento mineral                         | 8                               | Mejora la memoria               | 6                               |
| Prevención de la osteoporosis                       | 6                               | Energía                         | 5                               |
| Recomendado por el médico                           | 6                               | Refuerzo inmunitario            | 5                               |
| Prevención de resfriados/influenza                  | 3                               | Articulaciones                  | 4                               |
| No sabe/no especifica la razón                      | 3                               | Complementa la alimentación     | 4                               |
| Refuerzo inmunitario                                | 2                               | Ayuda a dormir mejor            | 3                               |
| Recomendado por amigo/familia/medio de comunicación | 2                               | Próstata                        | 3                               |
| Energía                                             | 2                               | No sabe/no especifica la razón  | 2                               |
| Otras razones                                       | 22                              | Otras razones                   | 45                              |

## Indicaciones
Algunas aplicaciones de los suplementos dietéticos tienen indicaciones terapéuticas con base científica. Por ejemplo, el ácido fólico evita algunos defectos congénitos, y que un régimen de vitaminas y zinc puede retardar el avance de la degeneración macular asociada a la edad.
Otros usos no han demostrado científicamente su eficacia. Por ejemplo, una fórmula de hierbas que supuestamente alivia el dolor producido por la artritis; o la ingesta de vitamina C prevenir o tratar un resfriado, aunque los beneficios de tomar grandes cantidades de vitamina C con este propósito no se han comprobado.

## Riesgos de su ingesta
Para reducir los riesgos de la ingesta de un suplemento dietético es conveniente tener en cuenta lo siguiente:
- Consultar por seguridad con su médico acerca del suplemento nutricional, para establecer un plan integral de tratamiento. Es particularmente importante consultar al médico si:
  - piensa reemplazar su tratamiento médico regular con uno o más suplementos.
  - está tomando algún medicamento (con o sin receta). Se sabe que algunos suplementos interactúan con los medicamentos.
  - tiene una enfermedad o trastorno crónico.
  - tiene pendiente una intervención quirúrgica. Algunos suplementos aumentan los riesgos de hemorragia o interfieren con las anestesias y los analgésicos.
  - está embarazada o amamantando.
  - está pensando en darle un suplemento a un niño. Muchos productos que se comercializan como adecuados para uso pediátrico no se han sometido a prueba para determinar la inocuidad y la eficacia en niños.[4]
- No tomar una dosis mayor que la indicada en la etiqueta del suplemento a menos que un médico se lo recomiende.
- Si se siente algún efecto secundario, deje de tomar el suplemento y comuníquese con o el médico.
- Si está considerando utilizar suplementos de hierbas, hay algunas precauciones a tener en cuenta.

### Interacción de los suplementos y los medicamentos
Existen numerosas interacciones de los suplementos dietéticos entre sí, y con los medicamentos y los alimentos. Por ejemplo:
- La hierba de San Juan puede aumentar el efecto de los medicamentos indicados para tratar la depresión. Puede también interferir con los medicamentos utilizados para tratar la infección por el VIH, el cáncer, y con los que evitan que el cuerpo rechace los órganos trasplantados. También afectan a la eficacia de los métodos anticonceptivos.
- El ginseng puede aumentar los efectos estimulantes de la cafeína (al igual que lo hacen el té, las bebidas gaseosas y el café). También puede disminuir los niveles de glucosa en la sangre, con lo cual aumenta la posibilidad de problemas cuando se toman medicamentos para la diabetes.
- El ginkgo, cuando se toma con medicamentos anticoagulantes o antiagregantes plaquetarios, puede aumentar el riesgo de hemorragia. También es posible que el ginkgo interactúe con ciertos medicamentos de uso psiquiátrico y con algunos medicamentos que influyen en los niveles de glucosa en la sangre.

### Gluten
Los suplementos dietéticos pueden contener gluten, harinas u otros productos derivados, hecho que es importante tener en cuenta en personas que padecen algún trastorno relacionado con el gluten. Por lo general, la lectura del etiquetado no es suficiente para aclarar si el producto contiene gluten o trazas.

## Significado de la palabra «natural» en la etiqueta de un suplemento
Hay muchos suplementos dietéticos y medicamentos con receta que provienen de fuentes naturales y son útiles y no causan daño. Sin embargo, «natural» no siempre significa «inocuo» o «sin efectos dañinos». Por ejemplo, en el caso de los hongos silvestres, si bien son naturales, algunos se pueden comer sin problema y otros son venenosos.
La FDA publica advertencias sobre los suplementos que presentan riesgos para los consumidores, entre otros, los utilizados por las terapias alternativas. Porque pueden dañar la salud gravemente, por estar contaminados con otras hierbas, pesticidas, metales pesados o medicamentos con receta médica no mencionados en la etiqueta, o por interaccionar peligrosamente con algunos medicamento. Algunos suplementos con advertencias de la FDA son:
- Efedra
- Ácido gamma-hidroxibutírico (GHB), gamma-butirolactona (GBL), y 1,4-butanodiol (1,4-BDO)
- Kava
- Algunas «infusiones para hacer dieta»
- L-triptófano
- Algunos productos en venta para el mejoramiento sexual que afirmaban ser la versión «natural» del medicamento Viagra®, que contenían un medicamento (sildenafilo o tadalafilo) que no se mencionaba en la etiqueta
- PC SPES y SPES
- Ácido aristolóquico
- Consuelda
- Hierba de San Juan

## Regulación en Estados Unidos

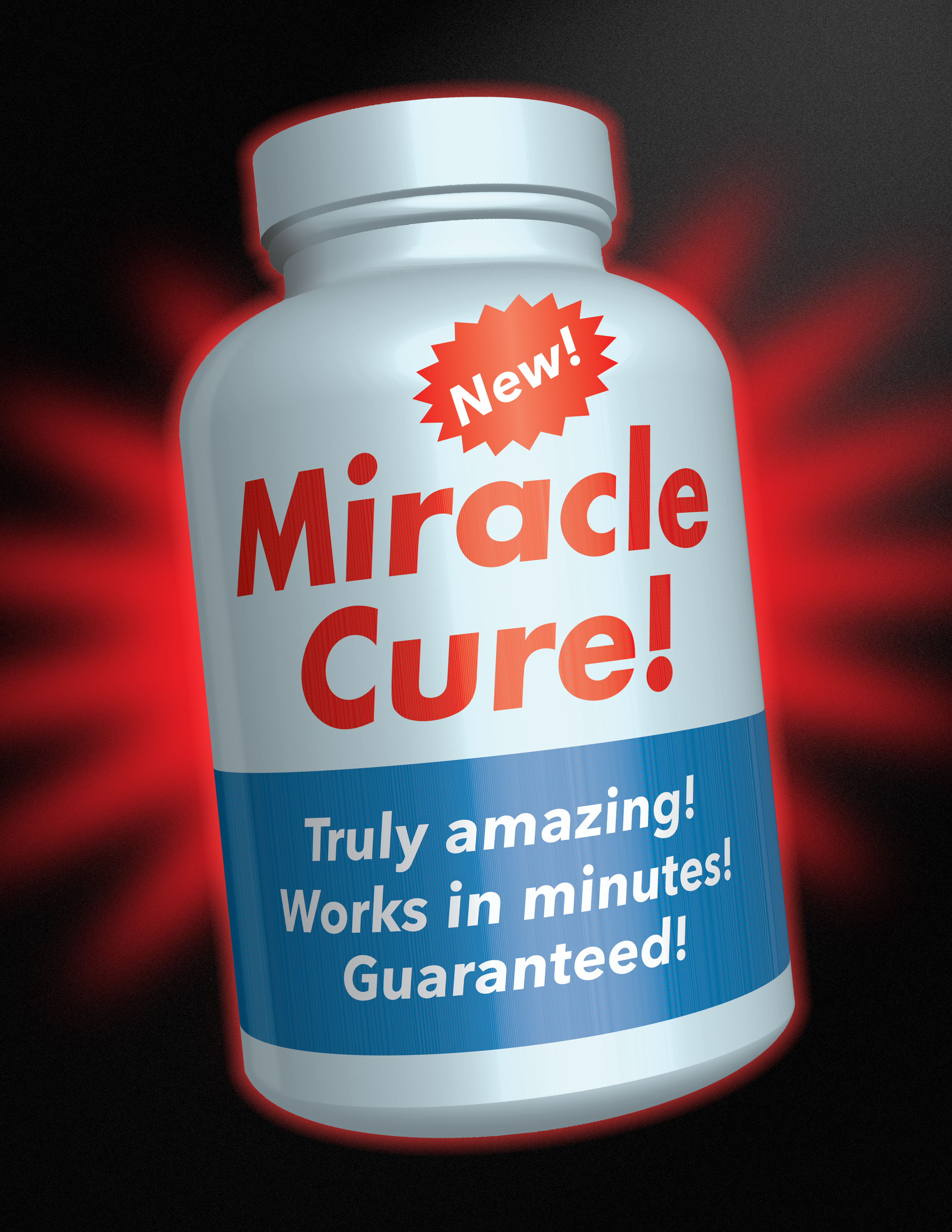
Producto milagro

El gobierno federal de los Estados Unidos reglamenta los suplementos por medio de la FDA. En la actualidad, lo hace de acuerdo con las normas para alimentos y no para medicamentos. Por lo general, las leyes para comercializar los alimentos (y los suplementos) y mantenerlos en el mercado son menos estrictas que las leyes para los medicamentos.
Específicamente:
- A diferencia de los medicamentos, para vender los suplementos no es necesario efectuar estudios previos para demostrar que son inocuos para las personas.
- Contrariamente al caso de los medicamentos, el fabricante no tiene que probar que el suplemento es eficaz. El fabricante puede decir que el producto ayuda a tratar una deficiencia nutricional, beneficia la salud o reduce el riesgo de que surja cierto problema de salud, si este fuera el caso. Si el fabricante menciona alguna propiedad del medicamento, esta debe ir acompañada de la frase: «Esta declaración no ha sido evaluada por la Administración de Alimentos y Medicamentos (FDA). Este producto no es para diagnosticar, tratar, curar o prevenir ninguna enfermedad».
- El fabricante no tiene que dar pruebas de la calidad del suplemento. Específicamente:
  - La FDA no analiza la composición de los suplementos dietéticos.
  - Actualmente, los fabricantes de suplementos deben cumplir con los requisitos de la FDA conocidos como buenas prácticas de manufactura (BPM) para alimentos. Las BPM describen las condiciones bajo las cuales se deben preparar, envasar y almacenar los productos. Las BPM para los alimentos no abarcan todos los aspectos de la calidad de los suplementos. Algunos fabricantes de suplementos siguen voluntariamente las normas de BPM de medicamentos emitidas por la FDA, que suelen ser más estrictas que las de los alimentos.
  - Algunos fabricantes usan el término «estandarizado» al describir las prácticas para dar uniformidad al producto. Sin embargo, las leyes de los Estados Unidos no definen la estandarización. Por lo tanto, el uso de ese término (y otros similares como «verificado» o «certificado») no garantiza la calidad ni que el producto sea siempre igual.
- Si la FDA descubre que un suplemento es inocuo después de que se lo haya introducido en el mercado, solo entonces podrá tomar medidas contra el fabricante o el distribuidor. Las medidas consisten en emitir advertencias u ordenar que se retire el producto del mercado.[11]

En marzo de 2003, la FDA publicó una propuesta con las nuevas normas para los suplementos que exigen a los fabricantes que eviten la contaminación de sus productos con otras hierbas, pesticidas, metales pesados o medicamentos que se venden con receta médica. Estas normas exigen que las etiquetas de los suplementos sean precisas. Se espera que estas nuevas normas estén vigentes en 2004.
El gobierno federal también reglamenta la publicidad de los suplementos por medio de la Comisión Federal de Comercio (FTC, por sus siglas en inglés), la cual exige que toda la información sobre los suplementos sea verdadera y no engañe al consumidor.
El contenido del frasco no siempre coincide con la etiqueta. Es posible que un suplemento:
- No contenga el ingrediente correcto (especie de planta). Por ejemplo, un estudio que analizó 59 preparados de equinácea determinó que alrededor de la mitad no contenía la especie indicada en la etiqueta.[12]
- Contenga cantidades mayores o insuficientes del ingrediente activo. Por ejemplo, un estudio financiado por el NCCAM sobre productos de ginseng comprobó que la mayoría contenía menos de la mitad de la cantidad estipulada en la etiqueta.[13]
- Esté contaminado.

## Regulación en México
En México, la Secretaría de Salud regula los suplementos alimenticios a través de la Comisión Federal para la Protección contra Riesgos Sanitarios (Cofepris), que se encarga de proteger a la población contra riesgos a la salud provocados por el uso y consumo de bienes y servicios, insumos para la salud, así como por su exposición a factores ambientales y laborales, la ocurrencia de emergencias sanitarias y la prestación de servicios de salud, mediante la regulación, control y fomento sanitario.[cita requerida]
Se pueden presentar denuncias sanitarias de todo hecho, acto u omisión que represente un riesgo o provoque un daño a la salud de la población, ocasionado por establecimientos de salud, de disposición de órganos, tejidos, células de seres humanos y sus componentes, de disposición de sangre, así como debido a los siguientes productos: medicamentos, remedios herbolarios, alimentos y suplementos alimenticios; bebidas alcohólicas y bebidas no alcohólicas; productos de perfumería, belleza y aseo; tabaco; plaguicidas y fertilizantes; nutrientes vegetales; sustancias tóxicas o peligrosas para la salud; químicos esenciales, precursores químicos, estupefacientes y psicotrópicos; productos biotecnológicos; fuentes de radiación ionizante para uso médico; y debido a efectos nocivos de los factores ambientales en la salud humana; salud ocupacional y saneamiento básico, las actividades relacionadas con la importación y exportación de los productos identificados, y de los establecimientos destinados al proceso de dichos productos y la publicidad de las actividades, productos y servicios a los que se refiere la Ley General de Salud y sus reglamentos, principalmente.[cita requerida]
Los suplementos alimenticios son productos destinados a la alimentación; no obstante, pueden alterarse o contaminarse durante las etapas de producción, cosecha, captura, transporte, procesamiento, suministro o almacenamiento y producen enfermedades transmitidas por alimentos (ETA).[cita requerida]
Los riesgos a los que está expuesta la población debido al consumo de alimentos pueden deberse a varios factores, como:
- Productos con baja calidad sanitaria por contaminación microbiológica y toxicológica en la cadena de valor o el uso de insumos prohibidos.
- Deficiencia de la adición obligatoria de nutrimentos, lo que disminuye el éxito de las intervenciones de salud pública mediante la adición obligatoria de micronutrientes.
- Hábitos alimenticios inadecuados.
- Productos con información insuficiente (alérgenos) debido a una nula información epidemiológica, ocasionando enfermedades por reacciones alérgicas.

## Investigación en Estados Unidos
El NCCAM financia la mayor parte de la investigación actual (2003) destinada a aumentar el conocimiento científico sobre los suplementos. Los estudios de investigación abarcan, entre otros aspectos, la eficacia y funcionamiento de los suplementos, y la forma de elaborar productos más puros y estandarizados. Entre las sustancias que los investigadores están estudiando se encuentran:
- Arroz fermentado por levadura, para saber si puede bajar los niveles de colesterol en la sangre.
- Soja, para verificar si retarda el crecimiento de tumores.
- Jengibre y cúrcuma, para determinar si pueden reducir la inflamación asociada con la artritis y el asma.
- Cromo, para entender mejor sus efectos biológicos e impacto en la insulina del cuerpo, lo que podría ofrecer nuevas alternativas para el tratamiento de la diabetes tipo 2.
- Té verde, para saber si puede prevenir las enfermedades del corazón.

El NCCAM también patrocina estudios clínicos sobre los suplementos, entre ellos:
- Hidrocloruro de glucosamina y sulfato de condroitina, para comprobar si alivian el dolor de la rodilla ocasionado por la osteoartritis.
- Cimicífuga, para saber si reduce los sofocos y otros síntomas de la menopausia.
- Equinácea, para ver si disminuye la duración y la gravedad de los resfriados en niños.
- Ajo, para saber si puede bajar moderadamente los niveles altos de colesterol.
- Ginkgo biloba, para determinar si evita o retrasa la disminución de la función cognitiva (pensamiento) en personas de 85 años de edad o más.
- Jengibre, para confirmar si alivia los vómitos y las náuseas después de la quimioterapia para el cáncer.